# Dina Páucar, la lucha por un sueño
Dina Páucar: La lucha por un sueño es una miniserie de 2004 creada por Michelle Alexander y realizada por la productora MSM Producciones para la cadena Frecuencia Latina. 
Fue la obra inicial de Alexander que impulsó una nueva etapa en la ficción peruana: las miniseries. 
Alcanzó picos de audiencia de 50 puntos de rating, según Ibope, volviéndose en la primera miniserie de televisión nacional de la década en obtener récords de audiencia.
La serie recibió el reconocimiento de la Asociación Nacional de Anunciantes.

## Sinopsis
La serie es un biopic de la cantante Dina Páucar. Desde la década de 1980, Dina (Mayella Lloclla / Magdyel Ugaz) se dedicó a colaborar a su familia en la vida rural pero la llegada de Sendero Luminoso obliga la huida. Tras conseguir la ayuda de su tío, Dina y su hermana escapan a la ciudad de Lima para conseguir una nueva vida que, sin embargo, le resultará difícil de adaptarse. Para la siguiente década consigue debutar como cantante de música andina, realizando conciertos cada semana. Su meta es llegar a la internacionalización con su disco que le consigue su apodo distintivo: La diosa hermosa del amor.

## Elenco
- Mayella Lloclla
- Magdyel Ugaz
- Gerardo Zamora
- Milagros Vidal
- Pamela Lloclla
- Patricia Alluna
- Liliana Alegría
- Miguel Medina
- Jesús Delaveaux
- Patricia Frayssinet
- Lucho Cáceres
- César Ritter
- Jorge Céspedes
- Fernando Pelony
- Marisela Puicón
- Mónica Domínguez
- Enrique Urrutia
- Gilberto Torres
- Irene Eyzaguirre
- Carlos «Tomate» Barraza
- Daniela Sarfati
- Sandra Arana

Fuente:

## Producción
Titulado provisionalmente Dina... mi vida, fue filmada en 2002 y contó con un presupuesto de 46 mil dólares. Para ese entonces, la producción dio luz verde a cinco episodios debido a la baja expectativa del canal acerca de una historia basada en hechos reales. Para ese entonces el canal apostó por las telenovelas de Michel Gómez, incluyendo su entonces éxito Eva del Edén. Debido a la gran acogida se reeditó y extendió a 7 episodios para su emisión.
Dina Páucar afirmó en 2004 que el canal la prohibió participar en otros canales de televisión mientras se emitía la serie.
En el año 2005, Mayella Lloclla volvió a interpretar al personaje de Dina en la siguiente miniserie del canal Chacalón: El ángel del pueblo, teniendo una esporádica participación.

## Secuela
Tiene una continuación en el 2008 titulada Dina Páucar, el sueño continúa. Esta se basa en anécdotas de la cantante y tiene 28 episodios. Inició sus producciones en 2007, con un cambio de reparto de Magdyel Ugaz a Carolina Infante como protagonista por motivos de salud. Debido a los desacuerdos e impresiones de los episodios por la cantante, en 2010 anunció en una conferencia de prensa que no hay planes para una nueva temporada.